# La Volteria
La Volteria és una muntanya de 851 metres que es troba entre el municipi d'Os de Balaguer, a la comarca de la Noguera i l'Aragó.